# يوجين دبليو. بيير
يوجين دبليو. بيير (بالإنجليزية: Eugene W. Beier)‏ هو فيزيائي أمريكي، ولد في 30 يناير 1940.